# Fahraeusiella
Fahraeusiella is een geslacht van kevers uit de familie spartelkevers (Mordellidae).
Het geslacht is voor het eerst wetenschappelijk beschreven in 1953 door Ermisch.

## Soorten
Het geslacht omvat de volgende soort:
- Fahraeusiella moerens (Fahraeus, 1870)